# Centre historique de Lima
Le Centre historique de Lima se situe principalement dans le Cercado de Lima et dans le district de Rímac. Il est parmi une des destinations les plus touristiques du Pérou.

## Création
Lima (capitale du Pérou) a été fondé par Francisco Pizarro le 18 janvier 1535 nommé la « Cité des Rois » puis Lima. Sur les premières cartes Lima est écrit à côté de la « Cité des Rois ».

## Balcons de Lima
Plus de 1 600 balcons ont été construits durant la vice-royauté du Pérou et autant durant la République. La municipalité de Lima a favorisé l'obtention par des professionnels ou des particuliers des balcons pour qu'ils soient entretenus comme originellement. L'abondance de balcons donnent une harmonie dans cette partie de la ville.

## Principaux monuments
- Palais de l'archevêché de Lima
- Musée d'Art Italien, le seul musée d'art européen au Pérou. Il a une grande collection de peintures, sculptures, dessins et céramiques provenant d'artistes italiens depuis le début du XXe siècle.
- Maison d'Aliaga
- Maison de l'Oïdor
- Maison de Pilate
- Maison de Pedro Mariano de Goyeneche y Barreda
- Maison Riva-Agüero
- Cathédrale Saint-Jean
- Basilique Rosario et Couvent de Santo Domingo
- Basilique et monastère Saint-François-d’Assise
- Église de la Merces
- Sanctuaire Seigneur-des-Miracles et monastère de Las Nazarenas
- Basilique et couvent Saint-Pierre de Lima
- Palais du Gouvernement
- Palais Torre-Tagle
- Université nationale majeure de San Marcos
- Plaza Mayor de Lima
- Place Saint-Martin
- Place du Deux-Mai